# 金城村
金城村（きんじょうむら）は、かつて愛知県西春日井郡にあった村である。
現在の名古屋市北区南西部、西区南東部に該当する。村名は名古屋城の別名の「金城」に由来し、村は名古屋城を西、北、北東と取り囲むように位置していた。

## 沿革
- 江戸時代末期、この地域は尾張国春日井郡・愛知郡であり、尾張藩領であった。
- 1878年（明治11年） - 郡区町村編制法に伴い、
  - 愛知郡名古屋村が、上名古屋村、下名古屋村と名古屋区の一部に分割される。
  - 愛知郡押切村が、北押切村、南押切村と名古屋区の一部に分割される。
- 1880年（明治13年）2月5日 - 春日井郡が分割されこの地域の4村が西春日井郡の所属となる。
- 1889年（明治22年）10月1日 - 西春日井郡田幡村、児玉村、東志賀村、西志賀村と愛知郡上名古屋村、北押切村が合併し、金城村となる。
- 1921年（大正10年）8月22日 - 名古屋市西区に編入される。
- 1944年（昭和19年）2月11日 - 北区新設にともない、名古屋城より東側が北区となる。

## 教育
- 金城尋常高等小学校（現・名古屋市立金城小学校）
- 愛知県女子師範学校